# Tiva-C

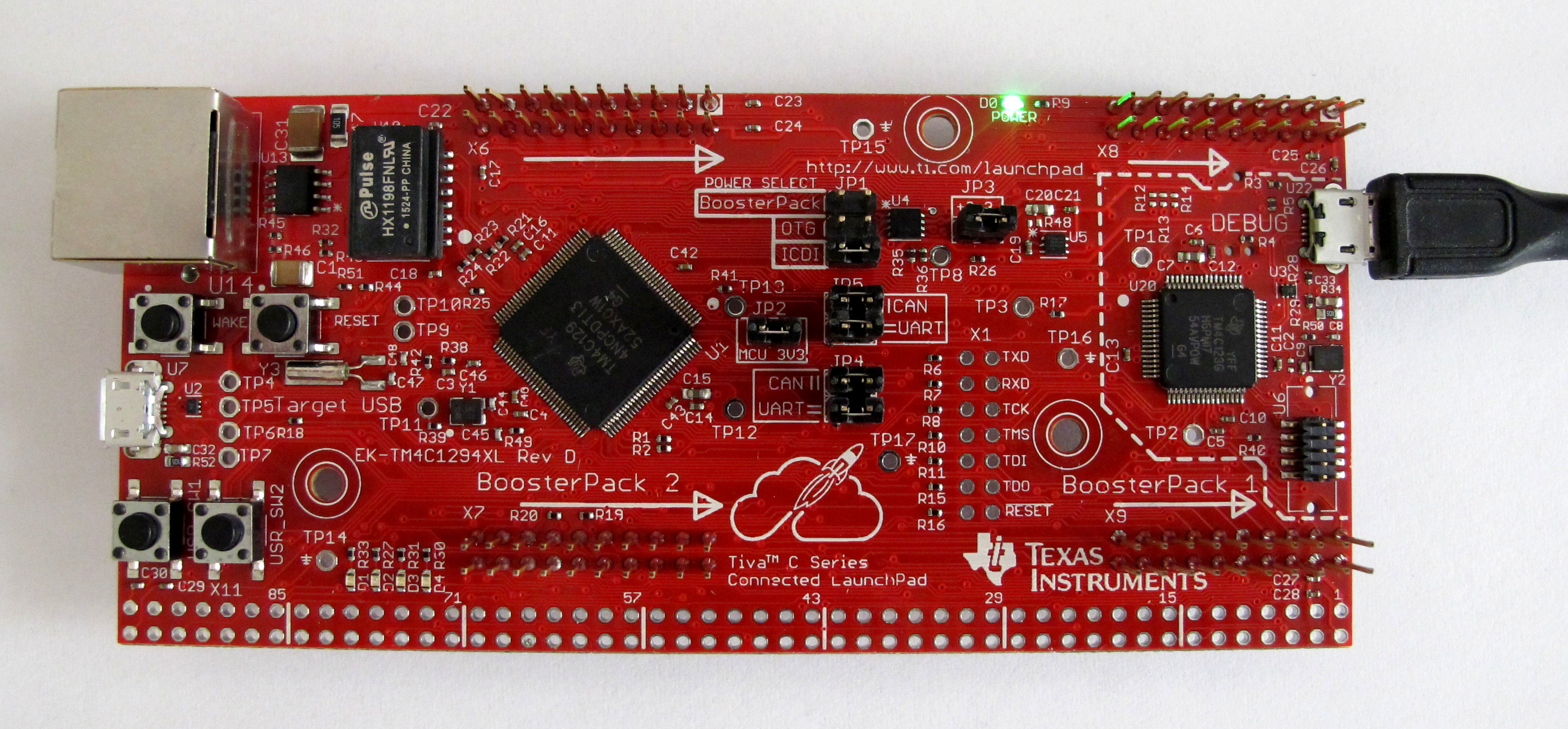
Placa EK-TM4C1294XL

Tiva-C (ou TM4C) Launchpads  é uma plataforma de prototipagem eletrônica de microcontroladores criado pela Texas Instruments. As placas são do tamanho aproximado de um cartão de crédito. São equipadas com um microcontrolador ARM Cortex-M4F CPU de 32 bits operando a 80 a 120 MHz, fabricado pela Texas Instruments. O TM4C Series TM4C123G LaunchPad  é um upgrade da TI da Stellaris LaunchPad adicionando opções de suporte de PWMs para controle de movimento e funcionalidade de host USB. 
São equipados com 40 ou 80 pinos que têm multifunções, ou seja, podem ser configurados como entradas ou saídas, digitais ou analógicas ou outras funções, permitindo uma grande variedade de aplicações. Seus pinos possui o padrão de 3,3 V.

## Comparando com Arduino
O clock é de 80 ou 120 MHz (na versão básica), o que os torna de 5 a 7 vezes mais rápido do os microcontroladores do Arduino UNO que são 16 MHz ATMEGA328P. Como acontece com qualquer Cortex M4, a CPU tem compatibilidade com instruções DSP (Digital Signal Processor), com algumas limitações. Neste caso, ele consegue realizar processamento de sinal, por exemplo, a amostragem da voz humana com uma boa qualidade, capaz de ser processada em Matlab.

## Software para programação
Pode ser usada a linguagem C com um compilador fornecido pela Texas Instruments, pode ser usado o compilador GCC (GNU Compiler Collection) ou através do projeto Energia que é uma variante livre do ambiente de desenvolvimento integrado (IDE) do Arduino. Um programa bootloader é pré-instalado permitindo que a placa possa ser reprogramada por uma porta padrão USB 2.0 (que não requer hardware especial).